# Широкопілля (Саратовська область)
Широкопілля (рос. Широкополье) — село у Енгельському районі Саратовської області Російської Федерації.
Населення становить 803 особи. Орган місцевого самоврядування — Безим'янське муніципальне утворення.

## Історія
Населений пункт розташований у межах українського історичного та культурного регіону Жовтий Клин.
До 1941 року належав до АРСР Німців Поволжя. Орган місцевого самоврядування від 2004 року — Безим'янське муніципальне утворення.

## Населення
| 2010 | 2019 |
| ---- | ---- |
| 746  | ↗803 |